# Randall Jarrell
Pour les articles homonymes, voir Jarrell.
Randall Jarrell (6 mai 1914 – 15 octobre 1965), est un poète, écrivain, auteur pour enfants, essayiste, critique américain.
Il a été le 11e consultant en poésie de la Bibliothèque du Congrès, poste qui porte aujourd'hui le titre de poète officiel des États-Unis.
Entre autres distinctions, Jarrell a reçu une bourse Guggenheim pour les années 1947-48, une bourse de l'Institut national des arts et des lettres en 1951 et le National Book Award for Poetry en 1961.

## Biographie

### Jeunesse
Né à Nashville (Tennessee), Randall Jarrell fréquente le lycée Hume-Fogg où il "[pratique] le tennis, [joue] dans quelques pièces de théâtre de l'école et [commence] sa carrière de critique en publiant des essais satiriques dans un magazine de l'école". Par la suite, il poursuit ses études à l'université Vanderbilt. Il y rencontre le groupe de poètes des Fugitives et édite le magazine humoristique étudiant The Masquerader. Il est aussi le capitaine de l'équipe de tennis, fait partie de la fraternité Phi Beta Kappa et obtient sa licence avec mention très bien. Il obtient sa maîtrise d'anglais en 1937. A Vanderbilt, Jarrell étudie sous la direction de Robert Penn Warren, qui publie pour la première fois ses critiques et celles d'Allen Tate. Warren est également le premier à publier la poésie de Jarrell, et de John Crowe Ransom. Cette publication permet à Jarrell d'obtenir son premier poste d'enseignant en tant que professeur de composition à l'université de Kenyon College, à Gambier, dans l'Ohio. Il quitte dès lors l'université Vanderbilt pour prendre son poste et accompagner Ransom, son professeur. Sa thèse sur A. E. Housman, commencée alors qu'il étudiait encore à Vanderbilt, est achevée en 1939 à Kenyon College. Jarrell y enseigne l'anglais pendant deux ans, est entraîneur de tennis et est aussi le professeur résident d'un dortoir où logent les futurs écrivains Robie Macauley, Peter Taylor et le poète Robert Lowell. Lowell et Jarrell restent bons amis et pairs jusqu'à la mort de ce dernier. Selon Paul Mariani, biographe de Lowell, "Jarrell a été la première personne de la génération de Lowell qu'il a véritablement admirée en raison de la brillance et de l'assurance de Jarrell, même à l'âge de 23 ans".
Bien que ses professeurs de Vanderbilt aient été fortement impliqués dans le mouvement agrarien conservateur du Sud, Jarrell n'est pas devenu agrarien lui-même. Selon Stephanie Burt, "Jarrell - un fervent admirateur de Marx et d'Auden - a adopté les positions littéraires de ses professeurs tout en rejetant leur politique".

### Carrière
Jarrell enseigne ensuite à l'université du Texas à Austin de 1939 à 1942, où il commence à publier des critiques et où il rencontre sa première femme, Mackie Langham. En 1942, il quitte l'université pour s'engager dans l'armée de l'air américaine. Selon sa nécrologie, "il a commencé comme cadet volant, puis il est devenu opérateur de tour de navigation céleste, un poste qu'il considérait comme le plus poétique de l'armée de l'air". Ses premiers poèmes, en particulier The Death of the Ball Turret Gunner, portent principalement sur ses expériences de guerre dans l'armée de l'air.
La notice nécrologique de Jarrell précise qu'"après avoir été libéré de l'armée, il a rejoint la faculté du Sarah Lawrence College à Bronxville, dans l'État de New York, pendant un an. Pendant son séjour à New York, il a également été temporairement rédacteur en chef des critiques de livres pour le magazine The Nation. Jarrell n'est pas à l'aise en ville et "prétend détester les foules new-yorkaises, le coût élevé de la vie, la sociabilité soucieuse du statut social et le manque de verdure". Il quitte bientôt la ville pour le Woman's College de l'Université de Caroline du Nord où, en tant que professeur associé d'anglais, il enseigne la poésie moderne et " l'écriture imaginative".
En 1952, Jarrell divorce de sa première femme et épouse Mary von Schrader, une jeune femme rencontrée lors d'une conférence d'été pour écrivains dans le Colorado. Ils vivent d'abord ensemble alors que Jarrell enseigne pendant un trimestre à l'université de l'Illinois à Champaign-Urbana. Le couple s'installe ensuite à Greensboro avec les filles de Mary, nées de son précédent mariage. En 1956, le couple déménage temporairement à Washington D.C., lorsque Jarrell occupe pendant deux ans le poste de consultant en poésie à la Bibliothèque du Congrès (poste qui deviendra plus tard celui de poète officiel), avant de retourner à Greensboro et à l'université de Caroline du Nord à la fin de son mandat.

### Contributions littéraires
Il publie Blood for a Stranger, son premier recueil de poèmes, en 1942. La même année, il est incorporé dans l'armée de l'air américaine, où il travaille à la tour de contrôle. Son expérience militaire marque ses recueils suivants, Little Friend, Little Friend (1945) et Losses (1948), qui témoignent des peurs et des conflits intérieurs des soldats. Il publie aussi un roman satirique, Pictures from an Institution, en 1954, sur l'enseignement à l'université.
Encouragé par Edmund Wilson, il publie des critiques littéraires dans The New Republic. Il contribue ainsi à imposer les œuvres de Robert Lowell, Elizabeth Bishop, et William Carlos Williams. Il avait également beaucoup d'admiration pour Walt Whitman, Marianne Moore et Wallace Stevens, qui l'ont influencé. Entre 1956 et 1958, il a été consultant en poésie pour la Bibliothèque du Congrès.
C'est en 1960 qu'il acquiert une certaine notoriété en tant que poète, lorsque son recueil The Woman at the Washington Zoo reçoit le National Book Award. Il écrit aussi des livres pour enfants : The Gingerbread Rabbit, The Bat-Poet (1964) et The Animal Family (1965).

### Dépression et décès
Vers la fin de sa vie, en 1963, Stephanie Burt note : "Le comportement de Randall a commencé à changer. À l'approche de son cinquantième anniversaire, il semble s'être profondément inquiété de son âge avancé. . . Après l'assassinat du président Kennedy, Randall passe des journées entières à pleurer devant la télévision. Triste jusqu'à l'inertie, Randall demande de l'aide à un psychiatre de Cincinnati, qui lui prescrit l'antidépresseur Elavil". Le médicament le rend maniaque et, en 1965, il est hospitalisé et ne prend plus d'Elavil. À ce moment-là, il n'est plus maniaque, mais il redevient dépressif. Burt déclare également qu'en avril, le New York Times a publié une critique " vicieusement condescendante " de Joseph Bennett sur le dernier recueil de poèmes de Jarrell, The Lost World, qui disait que " son travail est tout à fait daté ; la prodigalité est encouragée par un mama-isme indulgent et sentimental ; sa caractéristique principale est un infantilisme maladif ". "Peu après, Jarrell se taillade le poignet et retourne à l'hôpital, puis rentre à la maison pendant l'été pour s'occuper de sa femme, avant de retourner enseigner à l'université de Caroline du Nord à l'automne.
Le 14 octobre 1965, au crépuscule, alors qu'il se promène sur l'autoroute 15-501 près de Chapel Hill en Caroline du Nord, où il s'était rendu pour se faire soigner, il meurt heurté par une voiture. En essayant de déterminer la cause du décès, Mary, l'épouse de Jarrell, la police, le médecin légiste et finalement l'État de Caroline du Nord ont jugé sa mort accidentelle, un verdict rendu crédible par une apparente amélioration de sa santé. Néanmoins, comme Jarrell avait récemment été traité pour des troubles mentaux et avait déjà tenté de se suicider, certains de ses proches n'étaient pas entièrement convaincus que sa mort était accidentelle et soupçonnaient qu'il s'était suicidé, comme le rappelle William Styron dans Face aux ténèbres.
Dans une lettre adressée à Elizabeth Bishop environ une semaine après la mort de Jarrell, Robert Lowell écrit : "Il y a une petite chance que la mort de Jarrell soit un accident". L'hypothèse du suicide de Jarrell est aujourd'hui pratiquement acceptée comme un fait, même par des personnes qui n'étaient pas personnellement proches de lui, et perpétuée par certains écrivains. A. Alvarez, dans son livre The Savage God, cite Jarrell parmi les écrivains du XXe siècle qui se sont suicidés, et James Atlas fait référence au "suicide" de Jarrell à plusieurs reprises dans sa biographie de Delmore Schwartz. L'idée que la mort de Jarrell soit un suicide a toujours été démentie par son épouse.

### Commémoration
Le 28 février 1966, un service commémoratif a été organisé en l'honneur de Jarrell à l'université de Yale. Certains des poètes les plus connus du pays y ont assisté et y ont pris la parole, notamment Robert Lowell, Richard Wilbur, John Berryman, Stanley Kunitz et Robert Penn Warren. Le New York Times a rendu compte de la cérémonie commémorative en citant Lowell, qui a déclaré que Jarrell était "'le poète le plus déchirant de notre époque". Ces hommages ont servi de base au livre Randall Jarrell 1914-1965, publié l'année suivante par Farrar, Straus et Giroux.
En 2004, la commission historique métropolitaine de Nashville a approuvé l'installation d'une borne historique en son honneur, qui sera placée dans son alma mater, la Hume-Fogg High School. Une autre borne historique a été placée près de son lieu de sépulture à Greensboro, en Caroline du Nord.

## Travaux littéraires

### Poésie
En ce qui concerne le sujet de l'œuvre de Jarrell, l'universitaire Stephanie Burt a observé que " les poèmes les plus connus de Randall Jarrell sont des poèmes sur la Seconde Guerre mondiale, des poèmes sur les enfants livresques et l'enfance, et des poèmes, comme 'Next Day', dans les voix de femmes vieillissantes". Burt résume également de manière succincte l'essence du style poétique de Jarrell comme suit :
Les particularités stylistiques de Jarrell ont été difficiles à entendre et à décrire pour les critiques, à la fois parce que les poèmes attirent plutôt l'attention des lecteurs sur leurs personnages et parce que les pouvoirs particuliers de Jarrell émergent si souvent de la mimesis de la parole. Le style de Jarrell répond aux aliénations qu'il décrit en incorporant ou en tropifiant la parole et la conversation, en reliant les événements émotionnels au sein de la psyché d'une personne à des actes de parole qui pourraient avoir lieu entre des personnes. Le style de Jarrell s'articule autour de son sentiment de solitude et de l'intersubjectivité qu'il recherche en guise de réponse.
Jarrell est publié pour la première fois en 1940 dans 5 Young Poets, qui comprend également des œuvres de John Berryman. Son premier recueil de poésie, Blood for a Stranger, fortement influencé par W.H. Auden, est publié en 1942, l'année même où il s'engage dans l'armée de l'air des États-Unis. Ses deuxième et troisième livres, Little Friend, Little Friend en 1945 et Losses (1948), s'inspirent largement de son expérience dans l'armée. Le court poème lyrique "The Death of the Ball Turret Gunner" est le poème de guerre le plus célèbre de Jarrell et il est souvent repris dans les anthologies.
Sa réputation de poète n'a été fermement établie qu'en 1960, avec la publication de son recueil "The Woman at the Washington Zoo", récompensé par le National Book Award. À partir de ce livre, Jarrell se libère de l'influence d'Auden et de celle des New Critics et développe un style qui mêle les influences modernistes et romantiques, incorporant l'esthétique de William Wordsworth afin de créer des esquisses de personnages plus sympathiques et des monologues dramatiques. Burt note que "Jarrell a emprunté à Wordsworth l'idée que les poèmes devaient être 'convaincants comme des discours' avant d'être quoi que ce soit d'autre". Son dernier volume, The Lost World, publié en 1965, continue dans le même style et cimente la réputation de Jarrell en tant que poète ; de nombreux critiques le considèrent comme sa meilleure œuvre. Stephanie Burt affirme que "dans les poèmes du "Monde perdu" et dans l'ensemble de l'œuvre de Jarrell, il a pris soin de définir et de défendre son "moi". Burt identifie les principales influences sur la poésie de Jarrell comme étant "Proust, Wordsworth, Rilke, Freud, et les poètes et penseurs de l'époque de Jarrell en particulier son amie proche, Hannah Arendt".

### Critique
Dès le début de sa carrière d'écrivain, Jarrell s'est forgé une solide réputation de critique de poésie influent. Encouragé par Edmund Wilson, qui publie ses critiques dans The New Republic, Jarrell développe son style de critique, souvent spirituel et parfois féroce. Cependant, avec l'âge, ses critiques ont commencé à changer, mettant davantage l'accent sur l'aspect positif. Ses appréciations de Robert Lowell, Elizabeth Bishop et William Carlos Williams ont contribué à établir ou à ressusciter leur réputation en tant que poètes américains importants, et ses amis poètes lui ont souvent rendu la pareille, comme lorsque Lowell a écrit une critique du recueil de poèmes de Jarrell, The Seven League Crutches, en 1951. Lowell écrit que Jarrell est "le poète le plus talentueux de moins de quarante ans, dont l'esprit, le pathos et la grâce nous rappellent davantage Pope ou Matthew Arnold que n'importe lequel de ses contemporains". Dans la même critique, Lowell qualifie le premier recueil de poèmes de Jarrell, Blood for A Stranger, de "tour de force à la manière d'Auden". Dans une autre critique du recueil Selected Poems de Jarrell, quelques années plus tard, son confrère Karl Shapiro compare Jarrell à un "grand Rainer Maria Rilke moderne" et déclare que le livre "devrait certainement influencer notre poésie pour le meilleur. Il devrait devenir un point de référence, non seulement pour les jeunes poètes, mais pour tous les lecteurs de poésie du XXe siècle".
Jarrell est connu pour ses essais sur Robert Frost - dont la poésie a eu une grande influence sur la sienne - Walt Whitman, Marianne Moore, Wallace Stevens et d'autres, qui ont été pour la plupart rassemblés dans le recueil Poetry and the Age, rédigé en 1953. De nombreux spécialistes considèrent Jarrell comme le critique de poésie le plus perspicace de sa génération et, en 1979, le poète et érudit Peter Levi est allé jusqu'à conseiller aux jeunes écrivains de "faire plus attention à Randall Jarrell qu'à n'importe quel critique académique".
Dans une introduction à une sélection d'essais de Jarrell, le poète Brad Leithauser a écrit l'évaluation suivante de Jarrell en tant que critique :
"Les vertus multiples et éclectiques [de Jarrell] -originalité, érudition, esprit, probité et une passion irrésistible- se sont combinées pour faire de lui le meilleur poète-critique américain depuis Eliot. On pourrait aussi l'appeler, après avoir accordé à Eliot la citoyenneté anglaise qu'il a si activement embrassée, le meilleur poète-critique que nous ayons jamais eu. Quel que soit le côté de l'Atlantique où l'on choisit de placer Eliot, Jarrell était son supérieur dans au moins un domaine important. Il s'est emparé d'un monde que tout poète contemporain reconnaîtra comme "la scène de la poésie" ; son ouvrage Poetry and the Age pourrait même être rebaptisé aujourd'hui Poetry and Our Age".

### Fiction, traductions et livres pour enfants
Outre la poésie et la critique, Jarrell publie en 1954 un roman satirique, Pictures from an Institution, qui s'inspire de son expérience d'enseignant au Sarah Lawrence College, qui a servi de modèle au Benton College fictif. Il a également écrit plusieurs livres pour enfants, dont The Bat-Poet en 1964 et The Animal Family en 1965 qui sont considérés comme les plus importants (avec des illustrations de Maurice Sendak). En 1957, Jarrell a commencé sa traduction de Faust, première partie, de Goethe, pour Farrar, Straus et Giroux. L'ouvrage a été publié en 1976. Jarrell a traduit des poèmes de Rainer Maria Rilke et d'autres auteurs, une pièce de théâtre d'Anton Tchekhov et plusieurs contes de Grimm.

## Œuvres
- Poetry and the Age, NY, Knopf, 1953. Anthologie d'autres poètes.
- A Sad Heart at the Supermarket; essays & fables, NY, Atheneum, 1962.
- The Bat-Poet, illustré par Maurice Sendak, NY, Macmillan, 1964. La Chauve-souris poète, L'École des loisirs.
- The Gingerbread Rabbit, illustré par Garth Williams, 1964. Le Lapin de pain d'épices, Nathan arc en poche.
- The Lost World, NY Macmillan, 1965.
- The Animal Family, illustré par Maurice Sendak, NY, Pantheon Books, 1965. Des animaux pour toute famille, L'École des loisirs.
- The Third Book of criticism, NY, Farrar, Straus & Giroux, 1969.
- The Complete Poems, NY, Farrar, Strauss & Giroux, 1969.
- Kipling, Auden & Co.: essays and reviews, 1935-1964, NY, Farrar, Straus and Giroux, 1980.
- Randall Jarrell's Letters: an autobiographical and literary selection, édité par Mary Jarrell ; avec Stuart Wright, Boston, Houghton Mifflin, 1985.
- Selected Poems. Edité par William Pritchard. NY: Farrar, Straus, & Giroux, 1990.
- No Other Book: Selected Essays. Edité par Brad Leithauser. NY: HarperCollins, 1995.